# Тројан Белисарио
Тројан Ејвери Белисарио (енгл. Troian Avery Bellisario; Лос Анђелес, 28. октобар 1985) америчка је глумица, сценаристкиња и продуцент. Најпознатија је по улози Спенсер Хејстингс у телевизијској серији Слатке мале лажљивице.

## Биографија
Белисарио је кћи Доналда П. Белисарија, америчког телевизијског продуцента италијанског и српског порекла, и афроамеричке глумице Деборе Прет. Каријеру је почела већ као дете, играјући углавном у серијама које је продуцирао њен отац, међу којима су Квантни скок (енгл. Quantum Leap), Војни адвокати (енгл. JAG) и Морнарички истражитељи (енгл. NCIS). Своју прву важнију филмску улогу имала је у филму Тата на билборду (енгл. Billboard Dad) из 1998. године, у ком су главне улоге тумачиле близнакиње Мери-Кејт и Ешли Олсен.
Од 2010. године тумачи улогу Спенсер Хејстингс у популарној телевизијској серији Слатке мале лажљивице, која се у Србији од 2015. године приказује на каналу Фокс лајф.
Године 2009. дипломирала је глуму на Универзитету Јужна Калифорнија. Верена је за канадског глумца Патрика Џеја Адамса, с којим је 2015. године заједно продуцирала и написала сценарио за краткометражни филм We Are Here.

## Филмографија
| Улоге Тројан Белисарио |                        |               |                   |                          |
| Година                 | Српски назив           | Изворни назив | Улога             | Напомена                 |
| 1988.                  |                        |               | Џастинова кћи     |                          |
| 1990.                  | Квантни скок           |               | Тереса Брукнер    | ТВ серија                |
| 1992.                  |                        |               | Тереса Гарсија    | ТВ серија                |
| 1997.                  |                        |               | Кеси Палмер       | Краткометражни филм      |
| 1998.                  | Војни адвокати         |               | Ирин Тери         | ТВ серија                |
| 1998.                  | Тата на билборду       |               | Кристен           |                          |
| 2002.                  |                        |               | Кимберли Берон    | ТВ серија                |
| 2006.                  |                        |               | Џени              | Краткометражни филм      |
| 2006.                  | Морнарички истражитељи |               | Сара Макги        | ТВ серија, 2005–2006.    |
| 2007.                  |                        |               | Тејтум            | Краткометражни филм      |
| 2009.                  |                        |               | Мег               | Краткометражни филм      |
| 2009.                  |                        |               | Викторија         | Краткометражни филм      |
| 2010.                  |                        |               | Аманда            |                          |
| 2010.                  | Слатке мале лажљивице  |               | Спенсер Хејстингс | ТВ серија, 2010–тренутно |
| 2010.                  |                        |               | Асистент снимања  |                          |
| 2011.                  |                        |               | Девојка           | Краткометражни филм      |
| 2012.                  |                        |               | Керсон            |                          |
| 2012.                  |                        |               | Џесика            | Краткометражни филм      |
| 2012.                  |                        |               | Бел               | Краткометражни филм      |
| 2012.                  |                        |               | Лорен             | Веб серија, 2012–13.     |
| 2013.                  |                        |               | Тројан            | ТВ мини-серија           |
| 2013.                  |                        |               | Џенифер           |                          |
| 2013.                  |                        |               | Тројан            | ТВ мини-серија           |
| 2013.                  |                        |               | Џулијет           | Краткометражни филм      |
| 2014.                  |                        |               | Бенет             | Краткометражни филм      |
| 2014.                  |                        |               | Тројан            | Веб краткометражни филм  |
| 2014.                  |                        |               | Кетрин Крест      | Веб краткометражни филм  |
| 2015.                  |                        |               | Лејси             | Краткометражни филм      |
| 2015.                  |                        |               | Ејми              | Краткометражни филм      |
| 2015.                  |                        |               | Џулијет           | Краткометражни филм      |
| 2015.                  | Одела                  |               | Клер              | ТВ серија                |
| 2015.                  | Мученице               |               | Луси              |                          |
| 2015.                  |                        |               | Девојка           | Краткометражни филм      |